# Gottfrid Hahr
Gottfrid Hahr, född 26 november 1730 i Sankt Gertruds församling i Stockholm, död 14 maj 1786 i Ulrika Eleonora församling i Stockholm, var en svensk apotekare.

## Biografi
Gottfrid Hahr var son till Hinrich Hahr (1693–1747) och Anna Kristina Küsel (1704–1778) samt gift med Christina Regina Zethelius (1744–1778), som var dotter till garvaren Lars Johan Zethelius. Han var vidare bror till Henrik Wilhelm Hahr och Jacob Hahr.
Gottfrid Hahr var elev hos apotekare Jakob Bark på Apoteket Markattan i Stockholm. Därefter var han verksam som farmaceut vid olika apotek i Sverige och utomlands, bland annat i Hamburg och Hannover. Han avlade apotekarexamen 1760 och fick samma år kungligt privilegium att etablera Apoteket Hjorten på Kungsholmen i Stockholm. Han blev apotekets första innehavare som han drev under åren 1760—1778. Hahr och några av hans syskon led av en sjukdom som yttrade sig enligt Sackléns Apotekare-Historia i ett ganska rött ansikte, som mer och mer tilltog och äntligen utbrast i upphöjningar och och bulningar, hvaraf han blef mycket förställd och måste hålla sig ifrån göromål, hvilket så småningom verkade hans undergång. På grund av sin sjukdom tvingades han sälja sitt apotek då kreditorerna 1778  krävde egendomen som lösen för de skulder som uppkommit. Han var under sin samtid känd för sitt goda brännvin och att skalden Carl Israel Hallman alltid tog sin morgonsup hos vännen Hahr. Hallman har i sin komedi Finkel, eller det underjordiska brännvinsbränneriet odödliggjort Hahr som Apotekaren Nasenblom, vilken till bränningsämne använde sockerrör från andra sidan floden Styx.